# Dávid ben József Kimhi
Dávid ben József Kimhi (héberül: דוד קמחי), rövidítve Redák (héberül: רד"ק), (Narbonne, 1160 körül – Narbonne, 1232) középkori franciaországi zsidó hittudós és nyelvész.
Jószéf ben Izsák Kimhi fiaként született. Michlól című szótára és nyelvtana kiszorította Jóna ibn Dzsanah (Abú al-Walíd Marwán) 11. századi héber tudós hasonló művét, és később középkori keresztény tudósok is használták. Ugyanakkor Dávid ben Kimhi Biblia-exegétaként is működött, és racionalizmusa ellenére a Rási után a legnépszerűbb ilyen szerzőként tartották nyilván a régi zsidó irodalomban. A prófétai könyvek mellett néhány hagiografát kommentált, több helyen követve Maimonidész vallásfilozófiáját. A zsoltárok könyvéhez fűzött magyarázatában keresztény-ellenes polémiát folytatott, de írt önálló vitatkozó művet is Vikkuach címmel.